# پای آمریکایی: کتاب عشق
کلوچه آمریکایی: کتاب عشق فیلمی از کمپانی یونیورسال استودیوز و از سری فیلم‌های کلوچه آمریکایی می‌باشد که در سال ۲۰۰۹ میلادی به کارگردانی جان پوتچ ساخته شده است این فیلم نسبت به هزینهٔ بودجه آن فروش خوبی نسبت به دیگر فیلم‌های این سری نداشته است.

## داستان
در ابتدای فیلم راب پسر نوجوان دبیرستانی‌ای را نشان می‌دهد که دوست دارد اولین سکسش را انجام دهد و با کلوچه‌ای شبیه به آلت زنانگی بازی می‌کند و سگش فریزی این کلوچه را هنگامی که روی آلت مردانه راب است می‌لیسد، برادر کوچکتر راب از این جریان فیلمی می‌گیرد و آن را به تمامی دوستان راب بلوتوث می‌کند و راب از دیگر هم‌کلاسی‌هایش و به خصوص دختران خجالت می‌کشد اما یکی از هم‌کلاسی‌های دخترش (هیدی) که او را در این حال می‌بیند به او پیشنهاد سکس می‌دهد و پس از مدتی اتفاقاتی برایشان می‌افتد و راب متوجه خیانت او می‌شود و او نیز برای جبران خیانت می‌کند اما پس از مدتی متوجه اشتباهش می‌شود و دوباره به کمک یکی از استادانش (یوجین لوی) با نوشتن کتابی دربارهٔ عشق و سکس به رابطه با یکدیگر بازمی‌گردند و با هم آشتی می‌کنند، علاوه بر این دوستانش از جمله ناتان و لوب به عشق‌هایشان دانا و اشلی می‌رسند و موفق به برقراری رابطه با آنان می‌شوند اما استیفلر که فقط بدنبال سکس و تسلط بر دختران است موفق نمی‌شود و ناکام می‌ماند.

## شخصیت‌های اصلی
| بازیگر           | شخصیت     |
| ---------------- | --------- |
| بوگ هال          | راب       |
| کوین ام هورتون   | ناتان     |
| براندون هاردسلی  | لوب       |
| بت بیرس          | هیدی      |
| ملانی پاپالیا    | دانا      |
| جنیفر هالند      | اشلی      |
| جان پاتریک جوردن | استیفلر   |
| لوئیسا لیتون     | ایموگان   |
| یوجین لوی        | استاد راب |